# Mount Christina
Mount Christina ist ein 2474 m hoher Berg auf der Südinsel Neuseelands.

## Geographie
Der Berg ist der südlichste Zweitausender der Darran Mountains und liegt im Fiordland-Nationalpark. Im Westen und Süden liegt das Hollyford Valley, durch welches der New Zealand State Highway 94 führt. Der Hollyford River/Whakatipu Kā Tuka führt das Wasser aus den Schneefeldern des Bergs ab. Der Gipfel wird von mehreren Nebengipfeln und dem Lake Marian im Nordosten umgeben.

## Geschichte
Den Namen erhielt der Berg von James McKerrow, der ihn 1863 zum ersten Mal vom Mount Eglinton aus erblickte. Er ist benannt nach Christina Gillow.
Die Erstbesteigung gelang 1924 der Gruppe Grave, Moir, Slater, Sinclair und Roberts.